# 科馬爾縣
科馬爾縣（英語：Comal County）是位美國德克薩斯州中南部的一個縣。面積1,488平方公里。根据美國2000年人口普查，共有人口78,021人。縣治新布朗費爾斯。
成立於1846年3月24日。縣名是西班牙語「盆地」的意思，指的是當地的地形。

## 外部連結
- Library of Congress Historic American Buildings Survey (Comal Co) （页面存档备份，存于）
- Comal County government’s website （页面存档备份，存于）
- 線上版《Handbook of Texas》中的Comal County
- Canyon Lake Area Chamber of Commerce （页面存档备份，存于）
- Historic materials from Comal County （页面存档备份，存于）, hosted by the Portal to Texas History Archive.today的存檔，存档日期2012-12-05

29°49′N 98°17′W / 29.81°N 98.28°W